# 정윤원
정윤원은 쌍방울 레이더스의 전 야구 선수다.

## 출신 학교
- 청원정보산업고등학교
- 한양대학교

## 같이 보기
- 1990년 쌍방울 레이더스 시즌